# Bastarden (film fra 2010)
 For alternative betydninger, se Bastarden. (Se også artikler, som begynder med Bastarden)
Bastarden er en kortfilm fra 2010 instrueret af Karoline Lyngbye efter manuskript af Julie Budtz Sørensen.